# Santuario Mariano de la Torre
El Santuario Mariano de la Torre, o Santuario de Chochís, es un santuario dedicado a la Virgen de la Asunta que se encuentra ubicado a 2 km de la localidad de Chochís, en el municipio de Roboré, al sudeste de la provincia Chiquitos, en Bolivia. Está a 361 km de la ciudad Santa Cruz de la Sierra, capital departamental, y a 80 km al este de San José de Chiquitos, la capital provincial. Fue construido en 1988 bajo la supervisión del arquitecto Hans Roth. Está considerado como una muestra del arte chiquitano en el tallado de madera. Fue inaugurado el 15 de agosto de 1992.

## Historia
El santuario fue construido en conmemoración de los desaparecidos por los desastres naturales del 15 de enero de 1979 fecha en la que las lluvias sepultaron el barrio sur de El Portón con 16 personas, la vía ferroviaria que pasa por Chochis quedó dañada y muchas personas quedaron atrapadas. Cada año del 14 al 16 de agosto se recuerda el momento.

## El santuario

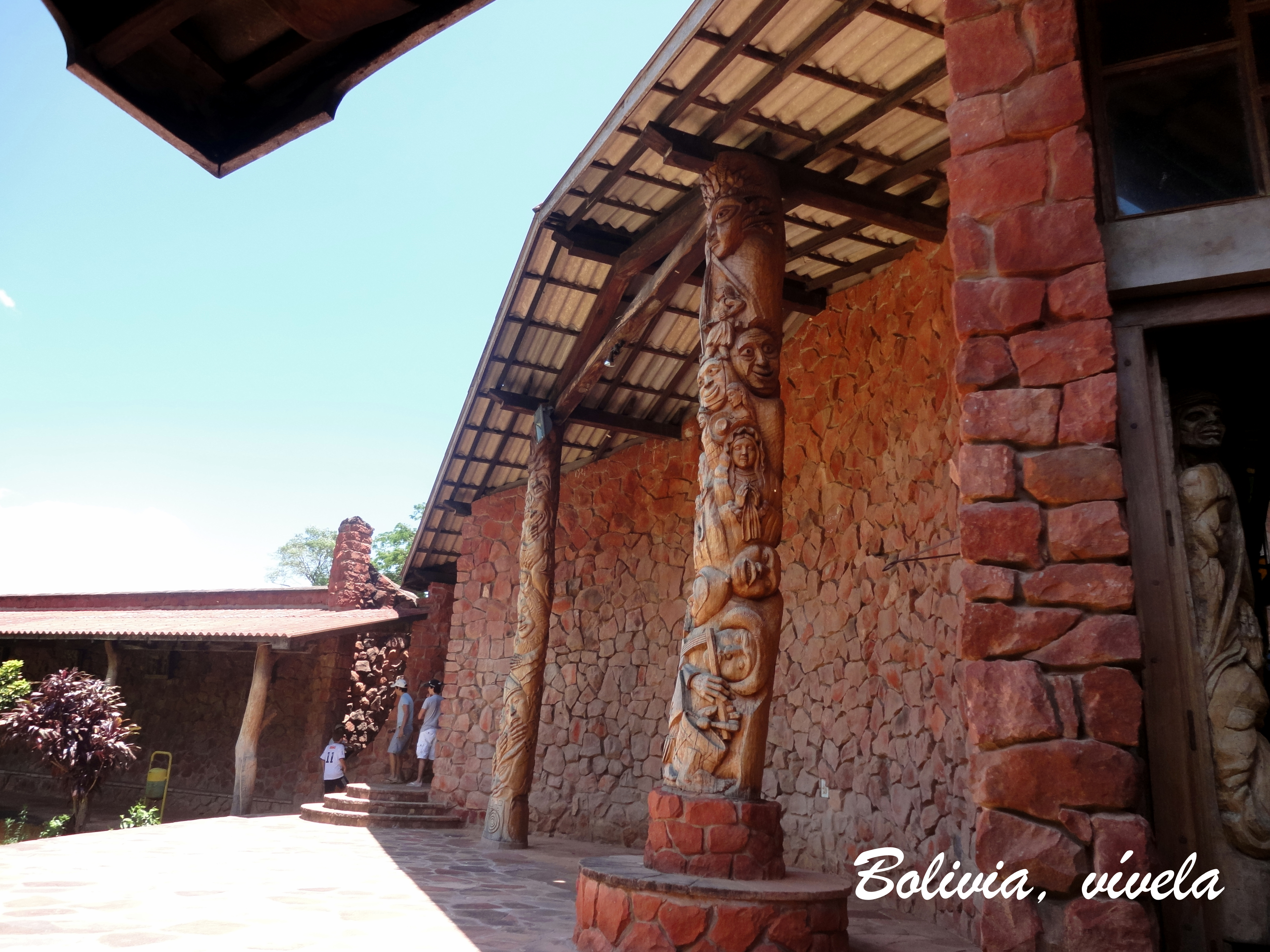
Columnas talladas y frontis del santuario.

El santuario está situado al pie de una torre de piedra roja, conocido como Torre de Chochís o Torre David. El edificio fue construido por el arquitecto suizo Hans Roth, especialista en la restauración de las misiones jesuíticas de la Chiquitania en 1988. El santuario es una de sus pocas obras que no están enmarcadas en la reconstrucción o restauración de obras coloniales por lo que está considerado como uno de sus trabajos en los que actuó con mayor libertad creativa.
La puerta principal fue tallada en madera de paquio y pesoe.  En el interior del santuario han sido esculpidos en una pilastra símbolos que identifican la región: loros, pescados, corechis, tucanes, urinas, osos hormigueros y una hoja de ambaiba se fusionan con el rostro de Jesús y los doce apóstoles.
Tiene su única ventana con vista a la pendiente vertical de la torre de 300 metros de altura, llevando la mirada hacia el cielo. De este centro salen diversos corredores a manera de brazos, dividiendo el espacio natural en diferentes ambientes: un teatro con las dos columnas dedicadas a la danza de la vida y de la muerte, una capilla abierta con altar y púlpito para las grandes festividades, y formando parte de un recinto religioso en conjunto con la gruta , la fuente de agua, la colina con la cruz, la vía pictórica sobre la vida de María, las veinte columnas talladas con motivos chiquitanos, y los milagros de la salvación.
Los ángeles tienen rostros chiquitanos y tocan los instrumentos musicales tradicionales.
En la tranquera izquierda del portón hay una imagen de Jesús crucificado, mientras un hombre de rostro fino y manos delgadas toca un arpa. Una paloma con una rama de olivo, que simboliza la paz, completa la escena. Los talladores son jóvenes de la zona, formados en los talleres de San Miguel de Velasco y Concepción, durante la restauración de los templos de Chiquitos, bajo la dirección de profesionales extranjeros radicados en Bolivia.
En los alrededores del santuario pasillos sostenidos por pilastras y cuadros cincelados en madera recuerdan el quinto centenario mariano y relatan la catástrofe del 15 de enero. Las galerías exteriores con columnas de madera, talladas casi todas, por el artista local César Lara y también hay obra de la francesa Catherine Pheret.
A cien metros de la capilla, en la falda de la serranía hay una cueva con la imagen de la Virgen de la Asunta.
La construcción incluye además dos observatorios: La Cruz y El Guardián. 
El santuario ha sido declarado Patrimonio cultural histórico del pueblo boliviano.
Fue inaugurado el 15 de agosto de 1992.
El santuario Mariano de la Torre junto con el Cerro Chochís de 1.290 m s. n. m., las serranías rojizas, la Torre de Chochís, el Velo de Novia y Las Pozas del Santuario, pertenecen a los principales atractivos turísticos de la localidad de Chochís.